# Carlos Alberto Pérez
Carlos Alberto Pérez (Yhú, Departamento de Caaguazú, Paraguay, 17 de mayo de 1984) es un futbolista paraguayo. Juega como delantero centro y actualmente está sin equipo. Tiene 40 años.

## Trayectoria
En el 2012 fue campeón con el Pacífico FC siendo una de las figuras.
El 2014 sale subcampeón con el Deportivo Coopsol. Saliendo goleador de la Segunda División con 22 goles. En el 2018 desciende con Comerciantes Unidos y al siguiente año 2019 llega al Deportivo Coopsol

## Clubes
| Club                      | País     | Año       |
| ------------------------- | -------- | --------- |
| O'Higgins                 | Chile    | 2004      |
| 3 de Febrero              | Paraguay | 2005-2006 |
| Cerro Porteño PF          | Paraguay | 2007      |
| 12 de Octubre             | Paraguay | 2007      |
| Sport Boys                | Perú     | 2008      |
| Universidad de San Martín | Perú     | 2008-2009 |
| FBC Melgar                | Perú     | 2009-2010 |
| Independiente FC          | Paraguay | 2011      |
| Sport Huancayo            | Perú     | 2011      |
| Pacífico FC               | Perú     | 2012-2013 |
| Deportivo Coopsol         | Perú     | 2014-2015 |
| Comerciantes Unidos       | Perú     | 2016      |
| Cienciano                 | Perú     | 2017      |
| Comerciantes Unidos       | Perú     | 2017-2018 |
| Deportivo Coopsol         | Perú     | 2019      |
| Comerciantes Unidos       | Perú     | 2020-2021 |

## Palmarés

### Campeonatos nacionales
| Título           | Club        | País | Año  |
| ---------------- | ----------- | ---- | ---- |
| Segunda División | Pacífico FC | Perú | 2012 |

### Distinciones individuales
| Distinción                               | Año  |
| ---------------------------------------- | ---- |
| Goleador de la Segunda División del Perú | 2014 |